# Bläulingswiesen südöstlich Leipzig
Bläulingswiesen südöstlich Leipzig este o arie protejată (arie specială de conservare — SAC, sit de importanță comunitară — SCI) din Germania întinsă pe o suprafață de 13 ha, integral pe uscat.

## Localizare
Centrul sitului Bläulingswiesen südöstlich Leipzig este situat la coordonatele 51°18′14″N 12°29′44″E / 51.3039°N 12.4956°E.

## Înființare
Situl Bläulingswiesen südöstlich Leipzig a fost declarat sit de importanță comunitară în iunie 2002 pentru a proteja 1 specie de animale. Situl a fost protejat și ca arie specială de conservare în aprilie 2011.

## Biodiversitate
Situată în ecoregiunea continentală, aria protejată conține 3 habitate naturale: Lacuri eutrofice naturale cu vegetație de tip Magnopotamion sau Hydrocharition, Fânețe de joasă altitudine (Alopecurus pratensis, Sanguisorba officinalis), Păduri aluvionare cu Alnus glutinosa și Fraxinus excelsior (Alno-Padion, Alnion incanae, Salicion albae).
La baza desemnării sitului se află o specie protejată de  nevertebrate: phengaris nausithous (Maculinea nausithous)